# Mahindra Group
Mahindra Group — індійський багатонаціональний конгломерат зі штаб-квартирою в Мумбаї. Група працює в понад 100 країнах, присутня в аерокосмічній галузі, агробізнесі, вторинному ринку автомобільних компонентів, будівельному обладнанні, обороні, енергетиці, сільськогосподарському обладнанні, фінансах і страхуванні, промисловому обладнанні, інформаційних технологіях, відпочинку та гостинності, логістиці, нерухомості, роздрібна торгівля та освіта. Флагманська компанія групи Mahindra & Mahindra займає лідерство на ринку легкових автомобілів, а також тракторів в Індії.

## Історія
Mahindra & Mahindra була зареєстрована як Mahindra & Mohammed у 1945 році братами JC Mahindra та KC Mahindra, а також Маліком Гуламом Мухаммедом у Лудхіані, Пенджаб, для торгівлі сталлю. Після поділу Індії в 1947 році Малік Гулам Мухаммад залишив компанію та емігрував до Пакистану, де став першим міністром фінансів нової держави (а пізніше третім генерал-губернатором у 1951 році). У 1948 році KC Mahindra змінила назву компанії на Mahindra & Mahindra.
Спираючись на свій досвід у сталеливарній промисловості, брати Махіндра почали торгувати сталлю з постачальниками Великобританії. Вони виграли контракт на виробництво джипів Willys в Індії та почали їх виробництво в 1947 році. До 1956 року компанія була зареєстрована на Бомбейській фондовій біржі, а до 1969 року компанія стала експортером позашляховиків і запасних частин. Як і багато інших індійських компаній, Mahindra відповіла на обмеження License Raj розширенням діяльності в інших галузях. Mahindra & Mahindra створили підрозділ тракторів у 1982 році та технічний підрозділ (нині Tech Mahindra) у 1986 році. Він продовжує диверсифікувати свою діяльність як через спільні підприємства, так і через інвестиції з нуля.

## Афілійовані компанії
- Mahindra & Mahindra

- Mahindra Aerospace

- Післяпродажне обслуговування

- Послуги Mahindra FirstChoice
- Колеса Mahindra First Choice

- Агробізнес

- Відділ агробізнесу Mahindra
- EPC Mahindra

- Автомобільний

- Mahindra & Mahindra
- Вантажівка та автобус Mahindra
- Mahindra Electric
- Двоколісні автомобілі Mahindra
- Jawa Moto
- Pininfarina
- Автомобілі Pininfarina
- Мотоцикли Peugeot

- Компоненти

- Двигуни Техніка
- Відливки Mahindra
- Mahindra Composites
- Mahindra Engineering
- Механізми і трансмісії Mahindra
- Кування Mahindra
- Mahindra Hinoday Ltd
- Махіндра Інтертрейд
- Mahindra Sona Ltd.
- Сервісний центр Mahindra Steel
- Mahindra System
- Mahindra Ugine Steel
- Metalcastello Sp А.

- Консультації

- Інтегровані бізнес-рішення Mahindra
- Інженери-консультанти Mahindra
- Mahindra Logisoft
- Група спеціальних послуг Mahindra

- Оборона

- Mahindra & Mahindra – Відділ військової оборони
- Оборонні наземні системи

- Освіта

- Mahindra United World College of India
- Mahindra École Centrale

- Енергія

- Mahindra & Mahindra – енергетичний підрозділ
- Mahindra Solar One
- Махіндра Састен

- Сільгосптехніка

- Mahindra & Mahindra – відділ сільськогосподарського обладнання
- Mahindra USA Inc
- Mahindra Yueda (Yancheng) Tractor Co
- Трактори Mahindra
- Трактор Еркунт
- Gromax Agri Equipment
- Махіндра Сварадж
- Трактори Jiangling

- Фінансові послуги

- Mahindra & Mahindra Financial Services Limited
- Страхові брокери Mahindra
- Фінансування сільського житла Mahindra
- Взаємний фонд Mahindra

- Гостинність

- Mahindra Holidays and Resorts

- Промислове обладнання

- Конвеєрні системи Mahindra

- Інформаційні технології

- Tech Mahindra
- Mahindra Comviva

- Логістика

- Mahindra Logistics
- Smart Shift

- Розкішні судна

- Mahindra Marine Private Limited

- Електронна комерція

- M2ALL

- Нерухомість

- Mahindra Lifespaces
- Mahindra World City

- Роздрібна торгівля

- Роздрібна торгівля Mahindra

- Спорт

- ФК Махіндра Юнайтед
- Гонки Mahindra

- ЗМІ

- Hungama Digital Media Entertainment
- Pinkvilla
- Elle Індія
- Elle Decor

- Неіснуючий

- Махіндра Сатьям
- Махіндра Рено

## Громадські ініціативи
Mahindra Group активно займається філантропією та волонтерством. Вважається активним учасником індійської сфери корпоративної соціальної відповідальності та отримав нагороду Pegasus за КСВ у 2007 році. Mahindra займається філантропією в основному через KC Mahindra Trust, який виступає відділом КСВ групи (хоча багато дочірніх компаній мають власні ініціативи КСВ, зокрема Tech Mahindra та Mahindra Satyam). Заснований у 1953 році KC Mahindra, траст зосереджується головним чином на розвитку грамотності в Індії та просуванні вищої освіти через гранти та стипендії. Mahindra управляє кількома професійно-технічними школами, а також Mahindra United World College. Однак основним проектом KC Mahindra Trust є проект Nanhi Kali, який спрямований на навчання молодих індійських дівчат. Зараз фонд підтримує освіту приблизно 153 190 незаможних дівчат. Інші ініціативи включають Mahindra Hariyali (кампанія з посадки 1 мільйона дерев), а також спонсорство мобільного госпітального поїзда Lifeline Express . Співробітники Mahindra також планують і керують власними проектами надання послуг за допомогою планів соціальних опцій Mahindra. У 2009 році понад 35 000 співробітників взяли участь.

## Лідерство
Кешуб Махіндра, почесний голова Mahindra & Mahindra, є випускником Wharton Business School Пенсильванського університету, США. Він приєднався до компанії в 1947 році і став головою в 1963 році.
Протягом своєї кар'єри він також був головою Торгово-промислової палати Бомбея (1966–67), президентом ASSOCHAM (1969–70), головою Індійського інституту менеджменту в Ахмедабаді (1975–85); Член правління фонду – Міжнародний інститут розвитку менеджменту (1984–89)
Ананд Махіндра є головою та керуючим директором Mahindra & Mahindra. Він закінчив Гарвардський університет і отримав ступінь MBA в Гарвардській бізнес-школі в 1981 році. Він приєднався до Mahindra Group у 1981 році як виконавчий помічник фінансового директора Mahindra Ugine Steel Company.